# EyeMDX-tasy
EyeMDX-tasy – album zespołu Asgaard wydany w 2004 roku nakładem wytwórni Metal Mind. W 2012 roku pochodzący z płyty utwór „Mystery ov Tzar’s Visionaire Act II” został wykorzystany w filmie Big Love w reżyserii Barbary Białowąs.

## Lista utworów
Źródło.
1. „OriEnthral” (sł. Przemysław Olbryt, muz. Bartłomiej Kostrzewa, Wojciech Kostrzewa) – 2:45
2. „Lunatic Asylum” (sł. Przemysław Olbryt, muz. Bartłomiej Kostrzewa, Wojciech Kostrzewa) – 5:02
3. „Eyes ov Thy Soul” (sł. Humberto Costa, muz. Bartłomiej Kostrzewa, Wojciech Kostrzewa) – 8:38
4. „Mystery ov Tzar’s Visionaire Act I” (sł. Przemysław Olbryt, muz. Bartłomiej Kostrzewa, Wojciech Kostrzewa) – 2:11
5. „Mystery ov Tzar’s Visionaire Act II” (sł. Przemysław Olbryt, muz. Bartłomiej Kostrzewa, Wojciech Kostrzewa) – 6:45
6. „Infernal Mask Ceremony” (sł. Przemysław Olbryt, muz. Bartłomiej Kostrzewa, Wojciech Kostrzewa) – 6:46
7. „The Grievance Enigma” (sł. Humberto Costa, muz. Bartłomiej Kostrzewa, Wojciech Kostrzewa) – 5:53
8. „I Am The Ecstasy” (sł. Przemysław Olbryt, muz. Bartłomiej Kostrzewa, Wojciech Kostrzewa) – 8:44

## Twórcy
Źródło.
- Przemysław Olbryt - wokal prowadzący
- Bartłomiej Kostrzewa - gitara rytmiczna, gitara prowadząca, aranżacje
- Jacek Monkiewicz - gitara basowa
- Wojciech Kostrzewa - instrumenty klawiszowe, miksowanie, aranżacje
- Roman Gołębiowski - perkusja
- Arek „Malta” Malczewski - miksowanie, mastering
- Agnieszka Szuba - okładka
- Sebastian Stelmaszyk - zdjęcia